# Billet de 100 francs Descartes
Pour les articles homonymes, voir 100 francs.
Recto
Verso
Chronologie
100 francs Sully 100 francs Jeune Paysan
Le 100 francs Descartes est un billet de banque français créé le 15 mai 1942, mis en circulation à partir du 21 juillet 1944 par la Banque de France à la place du 100 francs Sully. Il a été remplacé par le 100 francs Jeune Paysan.

## Historique
Ce billet appartient à la série des billets « personnages illustres » imprimés en taille douce et en quadrichromie, une technique toujours utilisée aujourd'hui, permettant d'obtenir du relief et des traits plus nets. Un premier projet avait porté sur Jean-Baptiste Colbert mais fut abandonné. Puis, le choix porta sur l’effigie de Vauban pointant son bâton de commandeur vers les places fortes du Nord et d'évoquer ainsi la paix garantie par la solidité de nos défenses militaires, mais l’expérience catastrophique de la ligne Maginot conduisit l'institut d'émission à remplacer au dernier moment Vauban par Descartes. Un changement qui n'est pas sans rappeler celui du 10 francs Mineur.
Il fut imprimé de mai 1942 à décembre 1944 et retiré de la circulation ainsi que privé de son cours légal le 4 juin 1945. Ce billet a donc très peu circulé (12 mois) mais il a tout de même été imprimé à 320 000 000 d'exemplaires.

## Description
C'est le peintre Lucien Jonas qui exécute les dessins tandis que la gravure est signée Ernest-Pierre Deloche.
Les tons dominants sont le rouge-marron et le vert-de-gris.
Au recto, à droite, le portrait du philosophe René Descartes d'après Frans Hals (1649) assis dans un fauteuil à son bureau de travail et tenant dans sa main gauche un compas. En fond, une Muse tenant un gros livre posé à côté d'un sablier.
Au verso, une Victoire ailée  couleur bronze gravant « PAX » (la paix) sur un bouclier, devant un paysage champêtre de moissons montrant des paysans qui rentrent le foin coupé. 
Le filigrane représente une tête de jeune homme de profil coiffé à l'antique.
Ses dimensions sont de 160 mm x 92 mm.